# 이베리아 (알베니스)

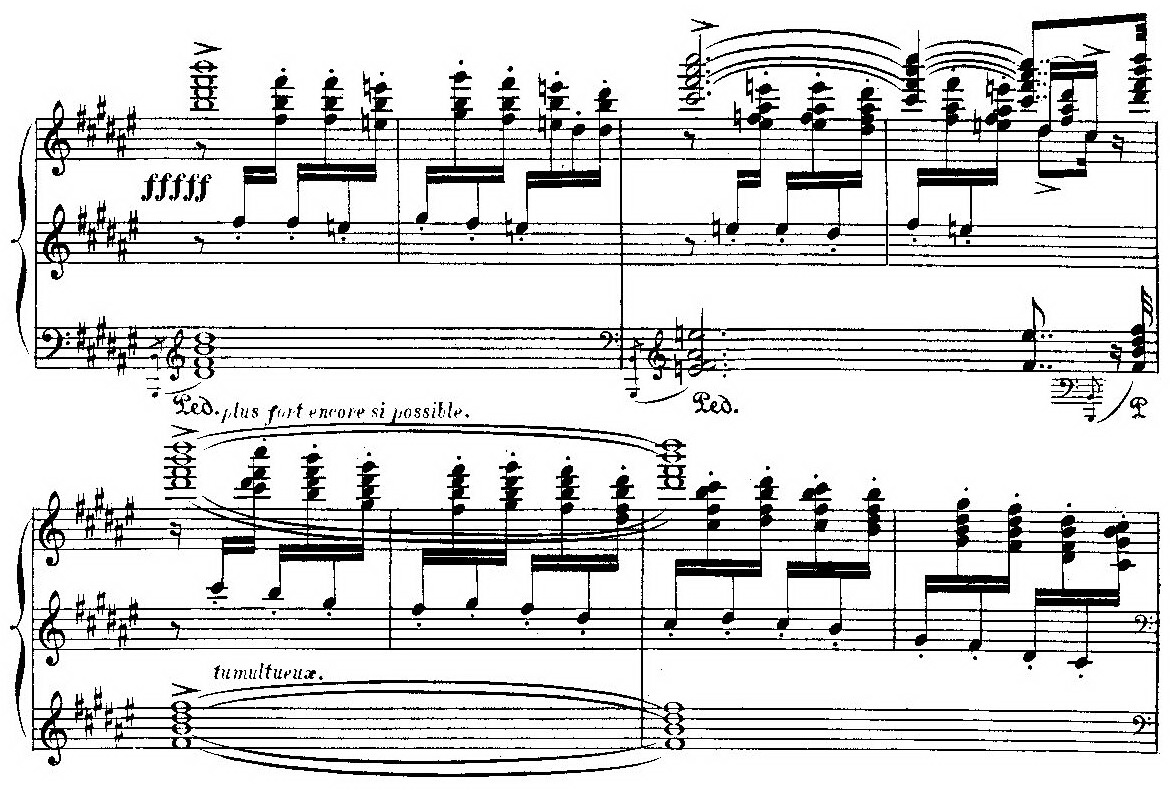

《이베리아》(스페인어: Iberia)는 스페인 작곡가 이사크 알베니스가 1905년에서 1909년 사이에 작곡한 피아노 모음곡이다. 그것은 각각 세 작품으로 된 네 권의 책으로 구성되어 있다. 총 연주 시간은 약 90분이다.

## 악곡의 구성

### 1권
- 회상(Evocación)
- 항구(El puerto)
- 세비야의 성체성혈대축일(Fête-dieu à Seville)

### 2권
- 론데냐’(Rondeña)
- 알메리아’(Almería)
- 트리아나’(Triana)

### 3권
- 엘 알바신(El Albaicín)
- 엘 폴로(El Polo)
- 라바피에스(Lavapiés)

### 4권
- 말라가(Málaga)
- 헤레스(Jerez)
  - 원래는 나바라(Navarra)를 넣으려고 했다가 이것이 제4권에는 맞지 않다고(지나치게 '서민적'이라고 보았음) 보아 헤레스로 갈음했다. 미처 마치지 못한 마지막 26마디는 데오다 드 세브라크(Déodat de Séverac)가 완성했다.
- 에리타냐(Eritaña)